# Coscinida propinqua
Coscinida propinqua är en spindelart som beskrevs av Miller 1970. Coscinida propinqua ingår i släktet Coscinida och familjen klotspindlar.
Artens utbredningsområde är Angola. Inga underarter finns listade i Catalogue of Life.